# St. Lawrence (eiland)
St. Lawrence (Engels voor Sint-Laurentius; Joepiks: Sivuqaq) is een groot Amerikaans eiland in de Beringzee, gelegen iets ten zuiden van de Beringstraat, ongeveer 80 kilometer uit de kust van het Russische Tsjoektsjenschiereiland (Kaap Tsjaplino) en uit de westelijke kust van het vasteland van Alaska, waarvan het bestuurlijk deel uitmaakt. Van St. Lawrence wordt gedacht dat het tot het Pleistoceen deel uitmaakte van de Beringlandbrug en als zodanig verbonden was met zowel Azië als Amerika. Met een oppervlakte van ruim 4.600 km² is St. Lawrence het op drie na grootste eiland van Alaska (na Kodiak, Prince of Wales en Chichagof), het op vijf na grootste van de Verenigde Staten en het op 112 na grootste ter wereld.
Het eiland telde 1292 inwoners bij de volkstelling van 2000 (tegen ruim 700 in 1970 en ongeveer 1000 in 1995), waarvan volgens de telling 649 wonen in het hoofddorp Gambell en 643 in het dorp Savoonga. Naast deze dorpen bevinden zich met name langs de noordkust van het eiland een groot aantal rendier- en jachtkampen, zoals Naskak, Apatiki, Kangee, Ataakas, Iveetok en Kulowiye. Langs de zuidkust bevinden zich de kampen Siknik, Silook en Powooiliak en langs de westkust het kamp Booshu. Vliegvelden bevinden zich bij beide dorpen en bij het gehucht Lietnik nabij de noordoostkaap.

## Geografie
Het eiland heeft een lengte van ongeveer 145 kilometer en is 13 tot 36 kilometer breed. Een groot deel bestaat uit laaggelegen toendralandschap bedekt met vele meertjes. Op een aantal plekken torenen echter verhogingen boven het landschap uit. In het midnoorden (ten zuiden van Savoonga) ligt het door vulkanische activiteit ontstane Kookooligitgebergte met Mount Atuk (631 meter) als hoogste punt. In het westen ligt een bergmassief met de Poovootrug en de langgerekte berg Poovookpuk als belangrijkste toppen. Ten noorden van dit bergmassief ligt een verhoging bij de noordwestelijke Kaap Northwest (waar Gambell ligt). In het zuidoosten van het eiland bevinden zich het Kialegakgebergte (bij de zuidoostelijke Kaap Southeast), de zusterbergen Myghapowit en Soomaghat en nabij de oostelijke Kaap Northeast het Kinipaghulghatgebergte. Rondom het eiland liggen een aantal lagunes, met name aan zuid- en noordzijde. Het eiland heeft geen rivieren van betekenis.
De enige verhouten begroeiing op het eiland bestaat uit poolwilg (Salix arctica), die een maximale hoogte van 30 centimeter kan bereiken. De Anadyrstroom is voor een belangrijk deel verantwoordelijk voor het feit dat er vele zeevogelsoorten en zeezoogdieren voorkomen, daar deze zeewind koud water dat rijk is aan nutriënten brengt uit de diepe wateren aan de rand van het continentaal plat van de Beringzee.
Ten zuiden van het eiland bevindt zich een terugkerende polinia, die wordt gevormd wanneer aldaar overheersende winden uit het noorden en oosten drijfijs wegblazen van de kust.

## Geschiedenis

### Prehistorie
St. Lawrence werd voor het eerst bewoond tussen ongeveer 500 v.Chr. tot het jaar nul door de Okvikcultuur (Oogfik, Okivik). Archeologische plekken van dit volk zijn blootgelegd op de Punukeilanden (drie kleine kusteilandjes voor van St. Lawrence's zuidoostelijke Kaap Apavawook), bij Kookoolik (Kukulik, ten oosten van het dorp Savoonga) en op de heuvelhellingen ten noorden van het dorp Gambell. De Okvik zijn bekend door hun zoömorfische (dierlijke) en rijk versierde voorwerpen, die soms zijn uitgevoerd middels een ruwe graveertechniek met meer variatie dan de latere Oude Beringzee- en Punukculturen. Mogelijk viel de Okvikcultuur deels samen met de Oude Beringzeecultuur (jaar nul tot 1300), tijdens welke de stenen voorwerpen simpeler van vorm werden. De prehistorische nederzettingen op het eiland werden soms tijdelijk verlaten voor anderen, hetgeen samenhing met de beschikbaarheid van natuurlijke hulpbronnen en veranderingen in het weerpatroon. Hongersnood was niet ongewoon, hetgeen terug te zien is in de aanwezigheid van Harrislijnen (wijzen op tijdelijke vertraging of tot staan komen van de groei) en enamel hypoplasia (glazuurtekort op de tanden) in menselijke skeletten. Het eiland fungeerde overigens vaker als jachtgebied, waarbij de mensen bij kalm weer vanaf het vasteland tijdelijk naar het eiland kwamen. Nederzettingen waren dan ook meestal tijdelijk. De belangrijke archeologische vindplaatsen bij de hoofddorpen Gambell en Savoonga (Kookoolik) werden opgegraven door de Amerikaanse wetenschappers Otto Geist en Ivar Skarland van de University of Alaska Fairbanks (UAF) en een aantal van deze voorwerpen staat tentoongesteld in het universiteitsmuseum van de UAF.

### Latere geschiedenis
Het eiland werd in 1728 aangedaan door de Deens-Russische zeevaarder Vitus Bering op de dag van 10 augustus (gregoriaanse kalender); de Russisch-orthodoxe feestdag van de heilige Laurentius. Bering vernoemde het eiland daarom naar deze dag. Het eiland is voor zover bekend het eerste eiland van Alaska dat door Europese ontdekkingsreizigers werd bezocht.

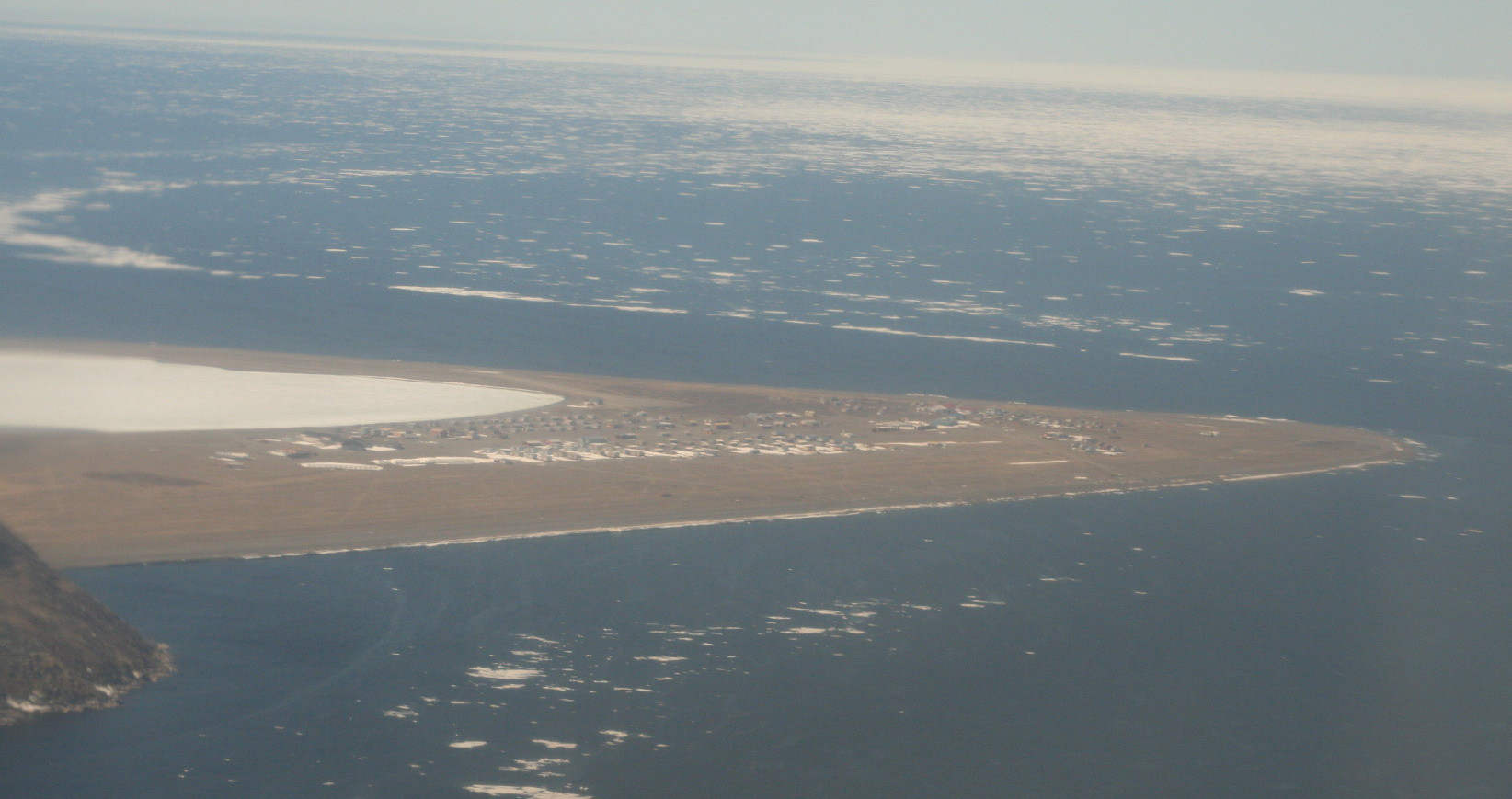
Gambell vanuit de lucht

Midden 19e eeuw woonden ongeveer 4000 Centraal-Alaskaanse Joepik en Siberische Joepik op het eiland verdeeld over een aantal dorpen. De inwoners joegen op walrussen en walvissen en deden aan visserij. Van 1878 tot 1880 vond -mede doordat walvisvaarders de jagers sterkedrank leverden vlak voor het jachtseizoen, waardoor er van de jacht weinig terechtkwam in 1878- een hongersnood plaats, waarbij velen verhongerden en veel anderen het eiland verlieten, waarop de bevolking op het eiland sterk terug liep. De Centraal-Alaskaanse Joepik verdwenen daarbij grotendeels van het eiland, dat daarop bijna alleen nog Siberische Joepik telde.
In 1887 werd door de Amerikaanse Gereformeerde Episcopale Kerk een houten huis gebouwd bij het Joepikdorp Sivuqaq met de bedoeling er een missiepost op te richten, maar omdat men geen Joepik sprak en geen missionarissen kon vinden die naar dit afgelegen koude gebied wilden, bleef dit huis een aantal jaar onbewoond en begrepen de Joepik niet waar het voor diende. Uiteindelijk werd domineesfamilie Gambell gevonden die er een tijd verbleef, maar na een ziekte bij terugkeer omkwam doordat het schip dat hen terug zou brengen zonk in een storm. Sivuqaq werd daarop hernoemd tot Gambell.
In 1900 werden rendieren geïntroduceerd op het eiland in een poging om door rendierhouderij de economie te stimuleren. In 1916 werd voor de rendierhouders een kamp gebouwd bij het huidige Savoonga. De rendierkudde was ondertussen uitgegroeid uit tot zo'n 10.000 dieren tegen 1917 (maar is sindsdien in aantal teruggelopen). In de jaren 1930 werd het dorp Savoonga ernaast gebouwd. De rendierhouderij vormt nog altijd een van de bestaanswijzen van de inwoners op het eiland, aangevuld met de jacht, visserij en het maken van gegraveerde souvenirs uit walrusivoor en botten van groenlandse walvissen.
Beide dorpen kregen de beschikking over het grootste deel van het eiland bij de inwerkingtreding van de Alaska Native Claims Settlement Act in 1971. Hierdoor zijn de Joepik wettelijk gerechtigd om fossiel ivoor en andere artefacten te verkopen die zijn gevonden op het eiland. Het (Centraal-)Siberisch Joepik is een levende taal op het eiland, die door meer dan 90% van de bevolking wordt gesproken.

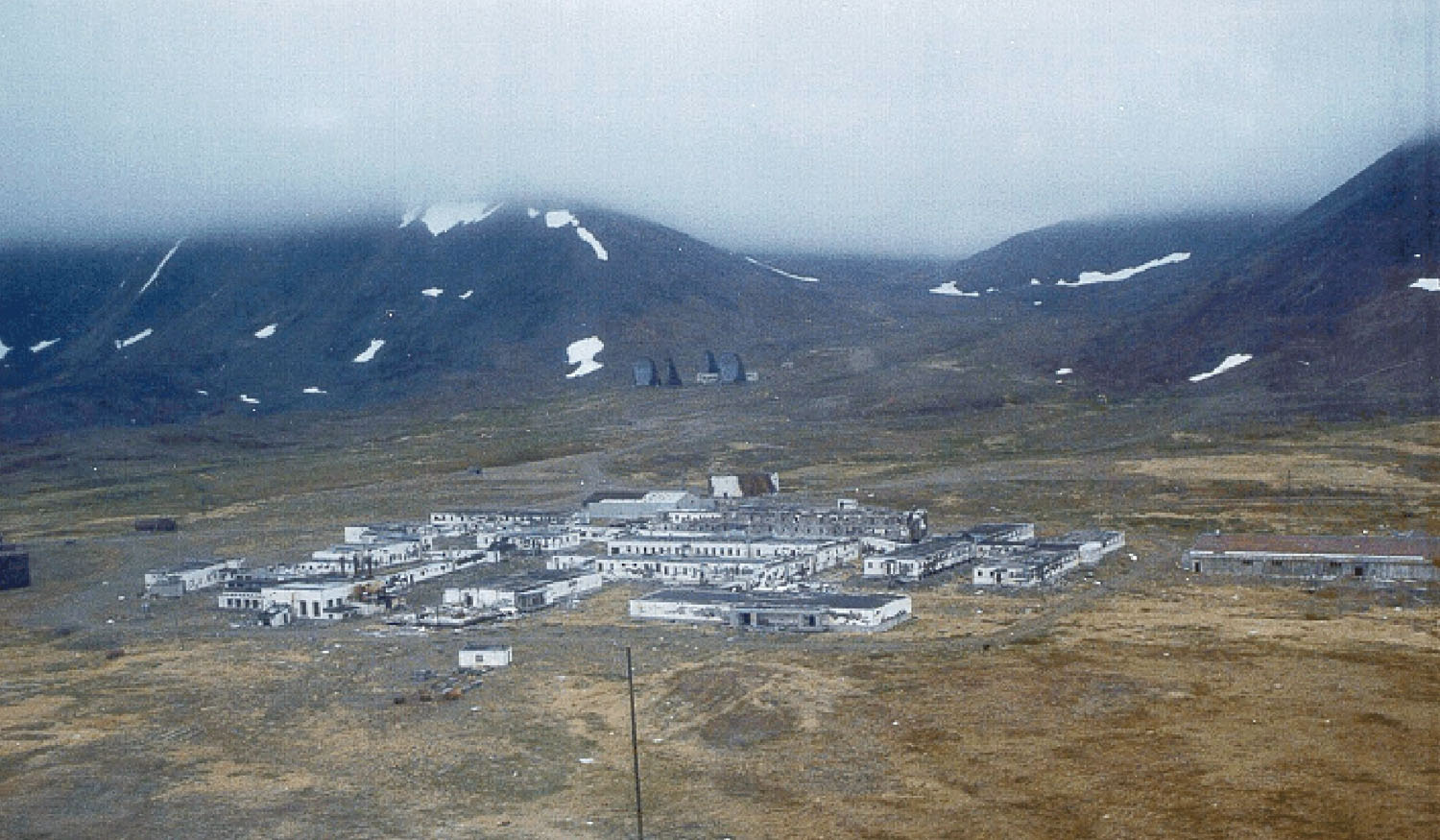
De overblijfselen van luisterpost White Alice

Rond 1952 werd een Amerikaanse vliegbasis opgezet bij Kaap Northeast, in het uiterste oosten van het eiland, ten westen van het vroegere Kamp Kulowiye in het kader van de Koude Oorlog. Er verrees daarvoor een radarstation van het Aircraft Control and Warning System (AC&W) met een (af)luisterpost van de U.S. Air Force Security Service, die middels een White Alice Communications System (communicatiestation) in verbinding stond met andere afgelegen vliegbases. Rond 1972 werd de basis gesloten en de Joepik keerden terug naar hun eeuwenoude kamp. Veel van hen kregen echter te maken met gezondheidsproblemen, zoals kanker en nog altijd kampen de mensen die er opgroeien met hoge ziekteratio's. Vermoed werd dat dit mogelijk werd veroorzaakt door blootstelling aan pcb's. Volgens de staat Alaska zijn de hoge kankerratio's nabij Kaap Northeast vergelijkbaar met andere inheemse groepen die niet blootgesteld zijn aan een soortgelijke Amerikaanse vliegbasis. Toch werd in 2003 een 10,5 miljoen dollar kostende schoonmaakoperatie uitgevoerd bij de oude basis en in de toekomst zal de plek gemonitord blijven.